# 菲斯滕费尔德布鲁克县
菲斯滕费尔德布鲁克县（Landkreis Fürstenfeldbruck）是德国巴伐利亚州的一个县，隶属于上巴伐利亚行政区，首府菲斯滕费尔德布鲁克。

## 華語譯名
由於兩岸對於德國行政區「Landkreis」翻譯的不同，台灣稱為「菲斯滕費爾德布魯克郡」；中國大陸稱為「菲斯滕费尔德布鲁克县」。

## 地理
菲斯滕费尔德布鲁克县北面与达豪县，东面与慕尼黑市和慕尼黑县，南面与施塔恩贝格县，西南面与莱希河畔兰茨贝格县，西北面与艾夏赫-弗里德贝格县相邻。